# 조선생물학회
조선생물학회(1951년 대한생물학회로 개칭, 1957년 한국생물과학협회로 개칭)는 1945년 12월 국내에서 생물학 관련 학회로 처음 발족된 학회로 한국동물학회 및 한국식물학회 등의 전신이 되었으며, 이후 한국생물과학협회로 발전하였다.

## 주요인물
도봉섭, 우장춘, 정태현선생등이 창립 및 발전에 힘썼다.

## 조선동물명
1948년 조선생물학회는 조선동물명(朝鮮動物名) 서적을 발간하였다.

## 같이 보기
- 한국미생물학회
- 한국생물과학협회